# Cartoon Heroes: The Best of Aqua
Cartoon Heroes: The Best of Aqua è la prima raccolta del gruppo musicale danese Aqua. È stata pubblicata il 22 maggio 2002 per l'etichetta discografica Universal solo in Giappone.
Contiene tutti i principali successi del gruppo pubblicati dal 1996 al 2001, anno dello scioglimento. Erano inclusi anche i video dei singoli Cartoon Heroes e Around the World.

## Tracce
CD (UICY-1101)
1. Cartoon Heroes – 3:39 (Søren Rasted, Claus Norreen)
2. Freaky Friday – 3:45 (Søren Rasted, Claus Norreen)
3. Barbie Girl – 3:15 (Søren Rasted, Claus Norreen, René Dif, Lene Nystrøm)
4. Roses Are Red – 3:43 (Søren Rasted, Claus Norreen, René Dif, Lene Nystrøm, Peter Hartmann, Jan Langhoff)
5. Bumble Bees – 3:52 (Søren Rasted, Claus Norreen)
6. Doctor Jones – 3:22 (Søren Rasted, Claus Norreen, René Dif, Anders Øland)
7. Around the World – 3:29 (Søren Rasted, Claus Norreen)
8. Lollipop (Candyman) – 3:35 (Søren Rasted, Claus Norreen, René Dif, Lene Nystrøm, Peter Hartmann, Jan Langhoff)
9. Back from Mars – 4:02 (Søren Rasted, Claus Norreen)
10. Happy Boys & Girls – 3:34 (Søren Rasted, Claus Norreen, René Dif, Lene Nystrøm)
11. My Oh My – 3:24 (Søren Rasted, Claus Norreen, René Dif)
12. Halloween – 3:50 (Søren Rasted, Claus Norreen, René Dif)
13. Calling You – 3:32 (Søren Rasted, Claus Norreen, René Dif, Lene Nystrøm, Peter Hartmann, Jan Langhoff)
14. An Apple a Day – 3:38 (Søren Rasted, Claus Norreen)
15. Turn Back Time – 4:07 (Søren Rasted, Claus Norreen)
16. Cartoon Heroes (Hampenberg Remix) – 5:43 (Søren Rasted, Claus Norreen)

## Classifiche
| Classifiche (2002) | Posizione massima |
| ------------------ | ----------------- |
| Giappone           | 12                |

## Formazione
- Lene Grawford Nystrøm - voce
- René Dif - seconda voce
- Søren Rasted - batteria, chitarra
- Claus Norreen - tastiere